# 陈志清 (1969年)
陈志清（1969年5月—），男，汉族，湖北公安县人，1995年加入中国共产党，1991年参加工作。中华人民共和国政治人物。

## 人物经历
陈志清早年在广东省发展和改革委员会任职，官至该委副主任。2021年外放江门，任中共江门市委副书记。2022年9月，转任中共韶关市委副书记、市长。2023年，他当选为第十四届全国人大代表，代表广东省选区，任期5年。